# Zavodske
Zavodske (ukrajinsky Заводське, rusky Заводское – Zavodskoje) je město v Poltavské oblasti na Ukrajině. K roku 2006 v něm žilo bezmála devět tisíc obyvatel.

## Poloha a doprava
Zavodske leží na levém, severním břehu Suly, přítoku Dněpru. Od Poltavy, správního střediska oblasti, je vzdáleno přibližně 160 kilometrů severozápadně, od Lochvycji, správního střediska rajónu, jen přibližně 10 kilometrů severovýchodně.
Přes Zavodske prochází železniční trať Kremenčuk–Romodan–Romny–Bachmač–Homel.

## Dějiny
Zavodske bylo založeno v roce 1928 pod jménem Stalinka (Сталінка, Сталинка) spolu výstavbou cukrovaru.
V roce 1962 došlo k přejmenování na Červonozavodske (ukrajinsky Червонозаводське, rusky Червонозаводское – Červonozavodskoje).
V roce 1977 bylo Červonozavodske povýšeno na město.
V roce 2016 bylo město přejmenováno na Zavodske.